# Tělovýchovná jednota Baník Ostrava Ostravsko-karvinské doly 1988-1989
Questa voce raccoglie le informazioni riguardanti il Tělovýchovná jednota Baník Ostrava Ostravsko-karvinské doly nelle competizioni ufficiali della stagione 1988-1989.

## Stagione
Quella del 1988-1989 è la stagione più vincente nella storia del Baník Ostrava. La squadra, guidata da Máčala, raggiunge il secondo posto in campionato dietro al solo Sparta Praga che vince con 3 lunghezze di vantaggio.
In Europa i cecoslovacchi vincono il nono gruppo della Coppa Piano Karl Rappan. in Coppa Mitropa gli sfidanti del Baník, i serbi del Vojvodina, si ritirano dopo il primo tempo della partita d'andata e la società di Ostrava si ritrova in finale contro il Bologna che viene sconfitto con un doppio 2-1.
Nel 1989 il presidente del Pisa decide di organizzare la Supercoppa Mitropa: il trofeo vede affrontarsi i vincitori della Coppa Mitropa dell'edizione 1988, ovvero il Pisa stesso, contro il Baník Ostrava, vincitore dell'edizione del 1989. Ad Ostrava i padroni di casa ottengono un 3-0 che la squadra italiana ribalta a Pisa: nei tempi supplementari i rossoblù segnano il 3-1 che gli consente di vincere la competizione.

## Rosa
| N. |                           | Ruolo | Calciatore      |
| -- | ------------------------- | ----- | --------------- |
|    | Cecoslovacchia (bandiera) | P     | Luděk Mikloško  |
|    | Cecoslovacchia (bandiera) | D     | Ivo Staš        |
|    | Cecoslovacchia (bandiera) | D     | Václav Pechácek |
|    | Cecoslovacchia (bandiera) | D     | Roman Sialini   |
|    | Cecoslovacchia (bandiera) | D     | Petr Škarabela  |
|    | Cecoslovacchia (bandiera) | D     | Petr Veselý     |
|    | Cecoslovacchia (bandiera) | D     | Dušan Vrťo      |
|    | Cecoslovacchia (bandiera) | C     | Radek Basta     |
|    | Cecoslovacchia (bandiera) | C     | Libor Fryc      |
|    | Cecoslovacchia (bandiera) | C     | Jiří Casko      |

| N. |                           | Ruolo | Calciatore      |
| -- | ------------------------- | ----- | --------------- |
|    | Cecoslovacchia (bandiera) | C     | Viliam Hýravý   |
|    | Cecoslovacchia (bandiera) | C     | Roman Kaizar    |
|    | Cecoslovacchia (bandiera) | C     | Karel Kula      |
|    | Rep. Ceca (bandiera)      | C     | Jiří Záleský    |
|    | Rep. Ceca (bandiera)      | A     | Radomir Chýlek  |
|    | Rep. Ceca (bandiera)      | A     | Dušan Fábry     |
|    | Rep. Ceca (bandiera)      | A     | Radim Nečas     |
|    | Rep. Ceca (bandiera)      | A     | Zbyněk Ollender |
|    | Rep. Ceca (bandiera)      | A     | Dušan Horváth   |
|    | Cecoslovacchia (bandiera) | A     | Václav Daněk    |